# Heinrich Karl von Haymerle
Báró Heinrich Karl von Haymerle (Bécs, Osztrák Császárság, 1828. december 7. – Bécs, Ausztria–Magyarország, 1881. október 10.), osztrák államférfi, diplomata, nagykövet, k. u. k. miniszter, az Osztrák–Magyar Monarchia harmadik közös külügyminisztere 1879 és 1881 között.

## Életútja
A bécsi keleti akadémián folytatott tanulmányai után részt vett az egyetemi hallgatók sorában a harmadik bécsi forradalomban és csakis Alexander Hübner báró közbenjárásának köszönhette, hogy Windischgrätz tábornok a felkelés leveretése után a fogságba esett Haymerlét nem lövette főbe. 1850-ben a konstantinápolyi osztrák követséghez került mint tolmács, 1857-ben mint követségi titkárt Athénbe, 1861-ben Drezdába és egy évvel később Majna-Frankfurtba helyezték át. A porosz–osztrák–dán háború után ő ment osztrák követnek Koppenhágába, ahol a megszakított diplomáciai összeköttetést tapintatosan megint helyreállította. 1866-ban része volt a prágai béke létesítésében. 1867-ben Berlinben szolgált a követségnél, 1868-ban Beust visszahívta Bécsbe és miután újból Konstantinápolyban, Athénben és végül Hágában működött, Id. Andrássy Gyula másodízben hívta őt vissza a külügyminisztériumba. 1877-ben Rómába nevezték ki nagykövetnek. 1877-ben részt vett Andrássy oldalán a berlini kongresszuson, a bosnyák okkupáció végrehajtása, illetőleg Andrássy lemondása után pedig Haymerle lett 1879. október 8-án annak utóda a külügyminiszteri széken. Egészben véve az Andrássy által kijelölt irányban haladt és különösen a Németországgal való szövetség megszilárdítása és a keleti válság elodázása körül fejtett ki buzgóságot. Nyíltszívű és szeretetreméltó jellemével népszerűségre emelkedett, a delegációk is megkedvelték és korai halálát széles körben gyászolták.